# Prieuré de Marast
Le prieuré de Marast est un établissement monastique situé dans le village de Marast dans la Haute-Saône et ayant été en activité du premier tiers du XIIe siècle à 1747. L'église prieurale et les bâtiments conventuels sont conservés et protégés au titre des monuments historiques.

## Histoire

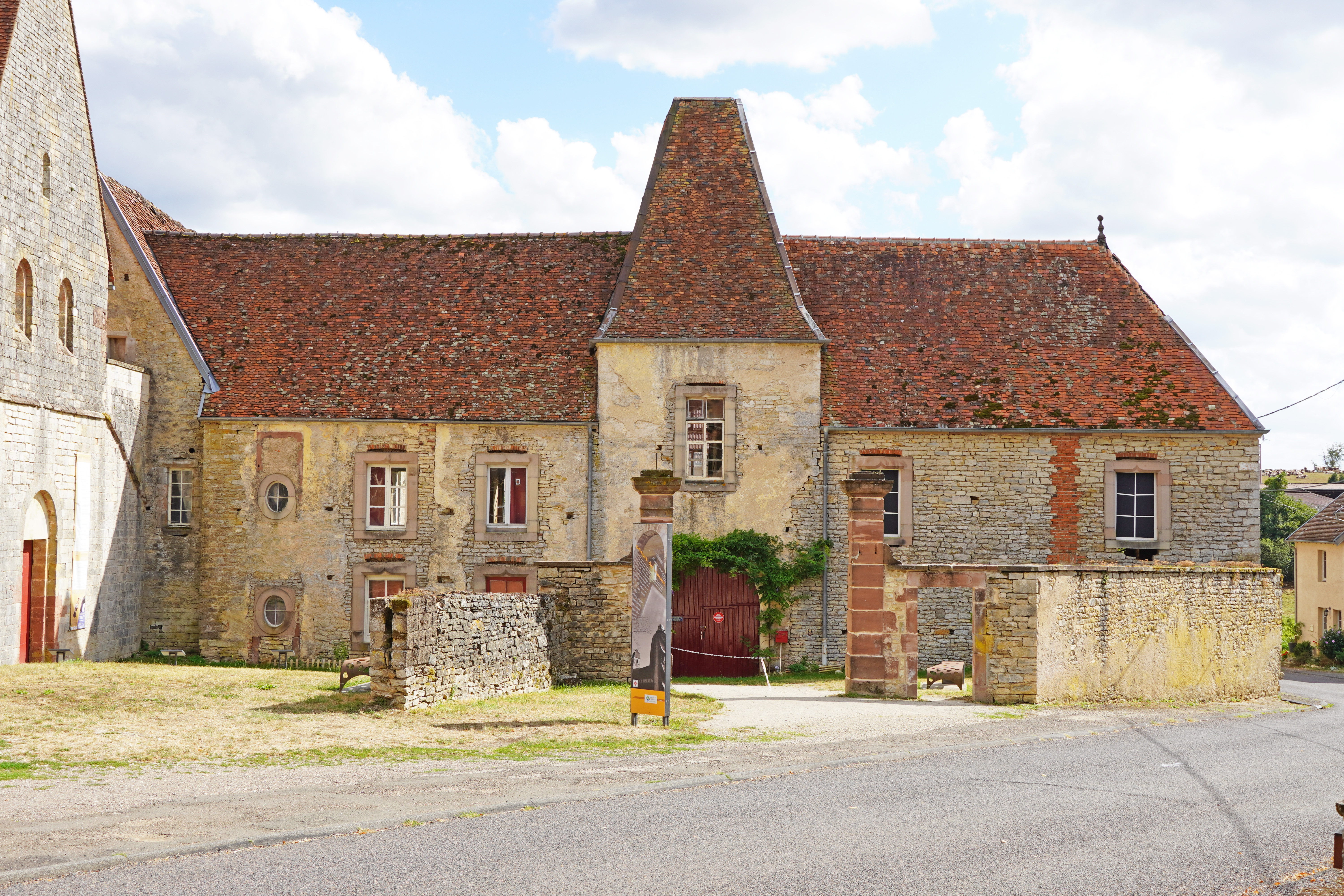
Les bâtiments conventuels.

Dépendant de l'abbaye de Chaumousey, le prieuré de Marast a été fondé en 1117 à la suite de donations faites par Richard de Montfaucon, comte de Montbéliard, et Thiébaud de Rougemont d'un territoire sur leurs domaines d'Esprels. Cette fondation fut confirmée en 1122 par l'archevêque de Besançon, Anséric, puis en 1123 par le pape Calixte II. Les archevêques et évêques de Besançon prirent le prieuré sous leur protection, en lui faisant d'importantes donations au cours des siècles.
L'église, érigée dans les années 1120-1130, a été placée sous le vocable de la Vierge Marie, mais à la suite d'une évolution résultant d'une dévotion locale particulière à sainte Marie-Madeleine, la dénomination devient dès le XIIIe siècle, l'« église Sainte-Marie-Madeleine de Marast ».
La règle de saint Augustin dont dépendaient les chanoines, n'a été suivie qu'assez lâchement puisque la vie commune disparaît dès le XIVe siècle, les religieux disposant de leurs appartements propres. Leur nombre, qui n'a jamais dépassé huit, se stabilisa ensuite à quatre tant en raison d'un manque de recrutement que de l'avarice des prieurs peu soucieux de partager les revenus.
Le prieuré a néanmoins conservé une certaine importance en raison du rattachement d'églises paroissiales desservies par des vicaires (Esprels, Mélecey, Cubry, Villafans, Montjustin, Borey…), mais surtout du fait de sépultures qui y ont eu lieu. Les seigneurs de Villersexel, grands bienfaiteurs et gardiens héréditaires du prieuré y firent notamment construire une chapelle, d'autres seigneurs ayant également choisi ce lieu pour y être inhumés (Oricourt, Fallon, Autricourt).
Le 5 janvier 1611, le prieuré est rattaché au chapitre de l'église collégiale Notre-Dame de Dole (Jura), par décision d'Albert, fils de Maximilien II, et de Marie d'Autriche, petite-fille de Charles Quint, infante d'Espagne, archiducs d'Autriche et ducs de Bourgogne.
Le dernier chanoine ayant résidé au prieuré meurt en 1747, date qui marque la fin de la vie religieuse à Marast.
L'abbaye est vendue comme bien national en 1792.
Un petit séminaire s'installe dans les lieux de 1809 à 1812, la Congrégation des Frères de Marie y ouvrant ensuite une école de 1835 à 1905, date de sa fermeture à la suite de la loi de séparation des Églises et de l'État. En 1837 l'école compte 137 élèves.

### Prieurs
Mathieu de Musigny  fut institué prieur de Marast en 1402 par Thibaut de Dompaire, abbé de Chaumousey. Il prit possession du prieuré l'année suivante.
Lorsqu'un seigneur ou un ecclésiastique de haut rang voyageait, il avait toujours le droit de loger chez un de ses vassaux ; ainsi le prieur de Marast avait le "droit de gîte" chez certains de ses sujets dans plusieurs villages voisins. Ainsi, le prieur de Marast avait notamment le droit de gîte à Chassey-lès-Montbozon. Il arrive avec un équipage de neuf personnes et les habitants de Chassey devaient les accueillir, les loger et les nourrir, ainsi que leurs chevaux et leurs chiens. Comme le prieur trouvait que ce qu'on mettait à sa disposition ne convenait pas à son rang, il descendit à l'hôtellerie du lieu et condamna les habitants de Chassey à payer la dépense.

### Incendie
Dans la nuit du 13 au 14 novembre 1838, les vastes grangeages et écuries de l'ancien prieuré appartenant à l'institut des Marianistes, sont détruits par le feu. La perte est estimée 12 à 15 000 francs.
Un autre incendie eu lieu en 1891.

## Époque contemporaine
L'association des Amis du Prieuré de Marast anime chaque année le site, avec des concerts qui sont donnés dans l'église, devenue la propriété du Conseil général de la Haute-Saône.
L'église Sainte-Marie-Madeleine fait l’objet d’un classement au titre des monuments historiques depuis le 17 octobre 1977. Chaque année se déroule à l’église prieurale de Marast la messe de sainte Marie-Madeleine (en 2013 : le dimanche 28 juillet à 10 h). Cette messe est un événement paroissial très important dans les environs car le prieuré n’ouvre ses portes aux offices religieux qu’une fois par an.
Après une inscription en 2008 pour les bâtiments conventuels, la totalité du prieuré est classée au titre des monuments historiques depuis le 29 décembre 2010.

## Architecture
La façade de l'église, orientée vers l'ouest, est d'une grande simplicité avec trois fenêtres positionnées en  triangle au-dessus du portail, non sculpté.
La nef, dotée de deux collatéraux, comporte huit travées reliées par des arcs en plein cintre, reposant sur des piliers alternativement carrés et ronds. Les chapiteaux témoignent de l'influence rhénane de même que l'emploi en partie du grès.
Le chœur, voûté en berceau et comportant au sol les pierres tombales de l'ancienne chapelle des « seigneurs de Villersexel », s'insère dans une abside polygonale à cinq pans.
L'ensemble, qui date du XIIe siècle, est surmonté d'une charpente du XVIe siècle, en forme de carène renversée.
Le clocher, remanié au XVIIIe siècle et surmonté d'un dôme à l'impériale, repose sur le bras ouest du transept.
Le cloître et les appartements des religieux ont été détruits au XVIIIe siècle et il ne subsiste plus, en mauvais état, que les bâtiments conventuels donnant sur la Grande Cour.

Les bâtiments du prieuré.
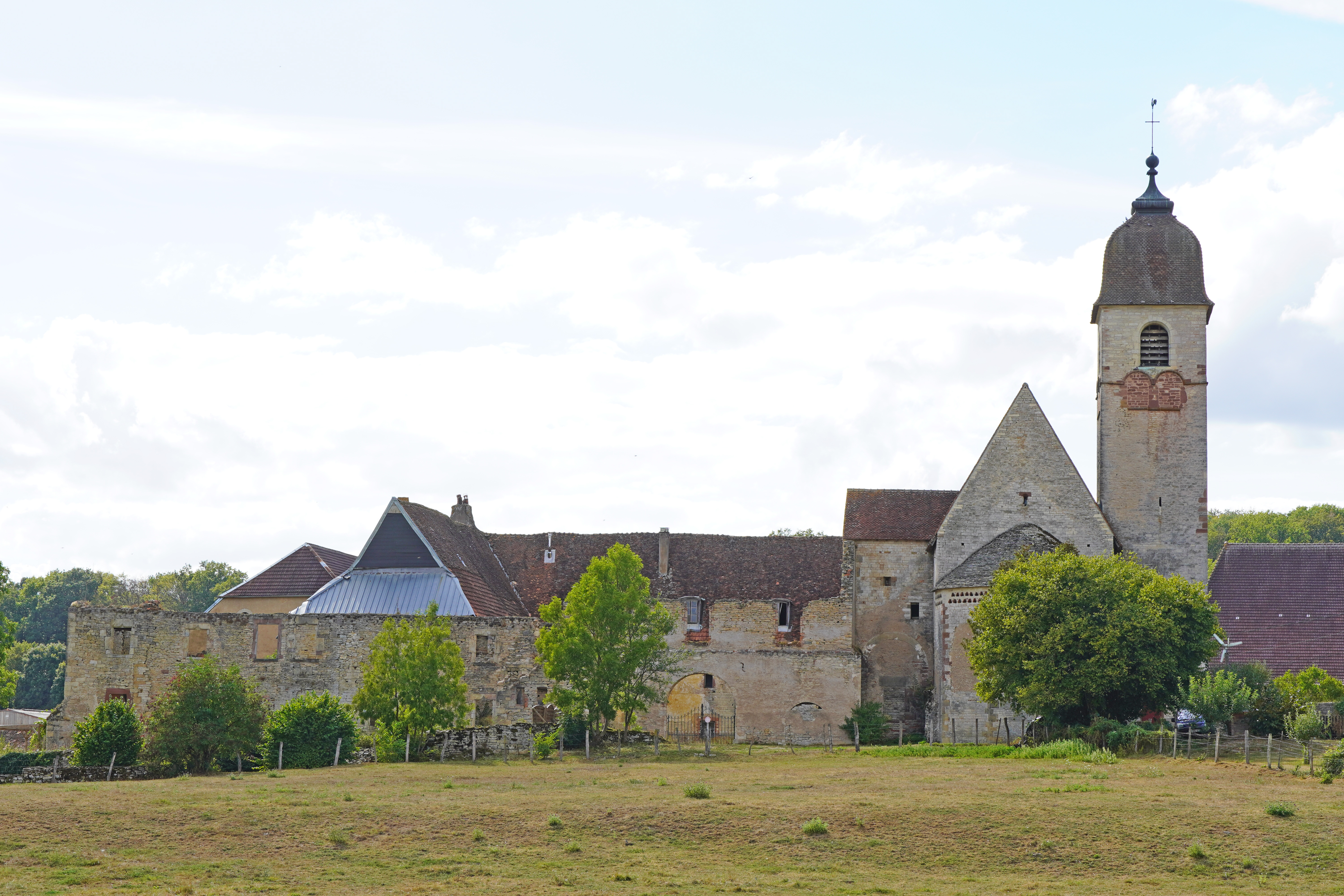
Vues d'ensemble.
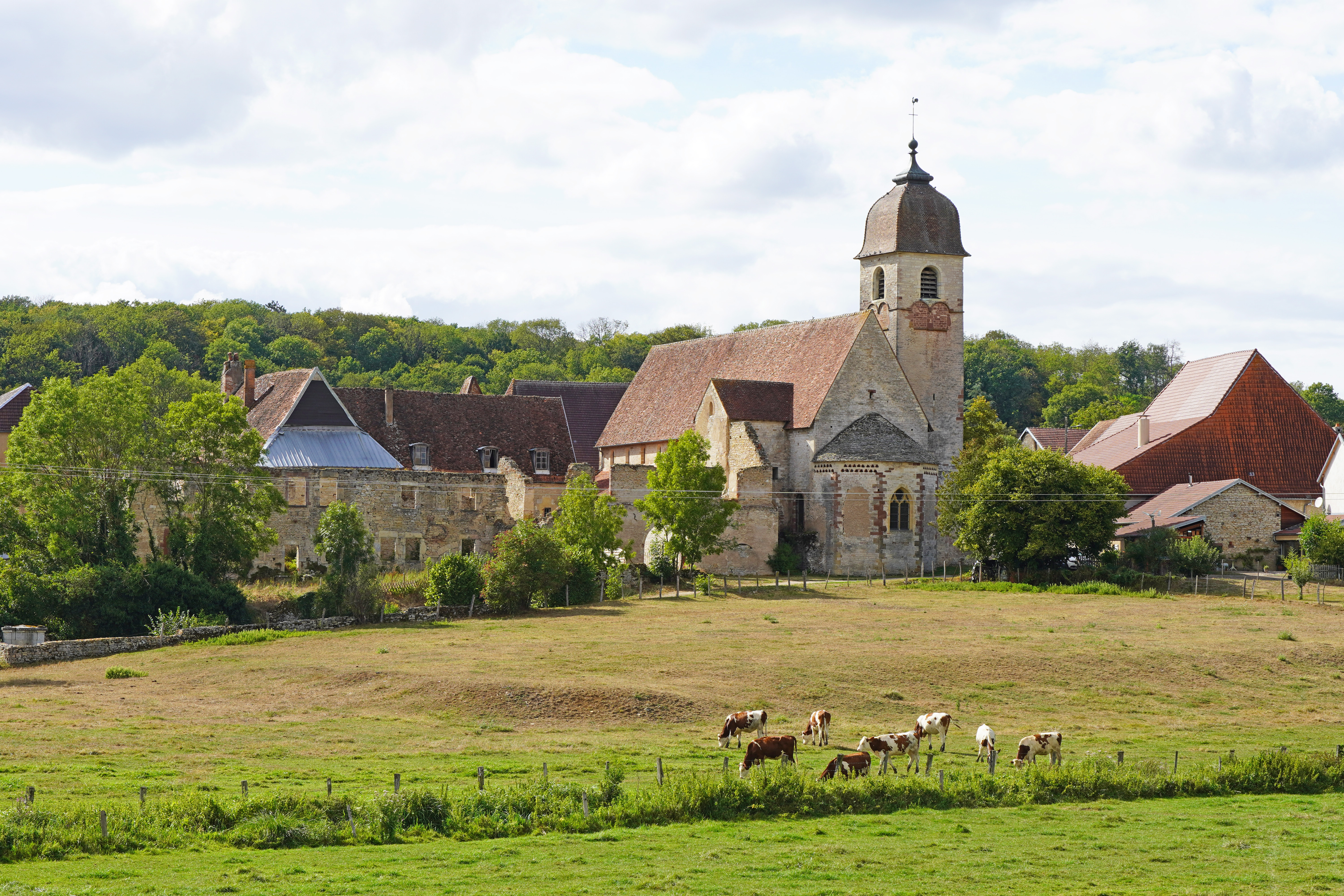
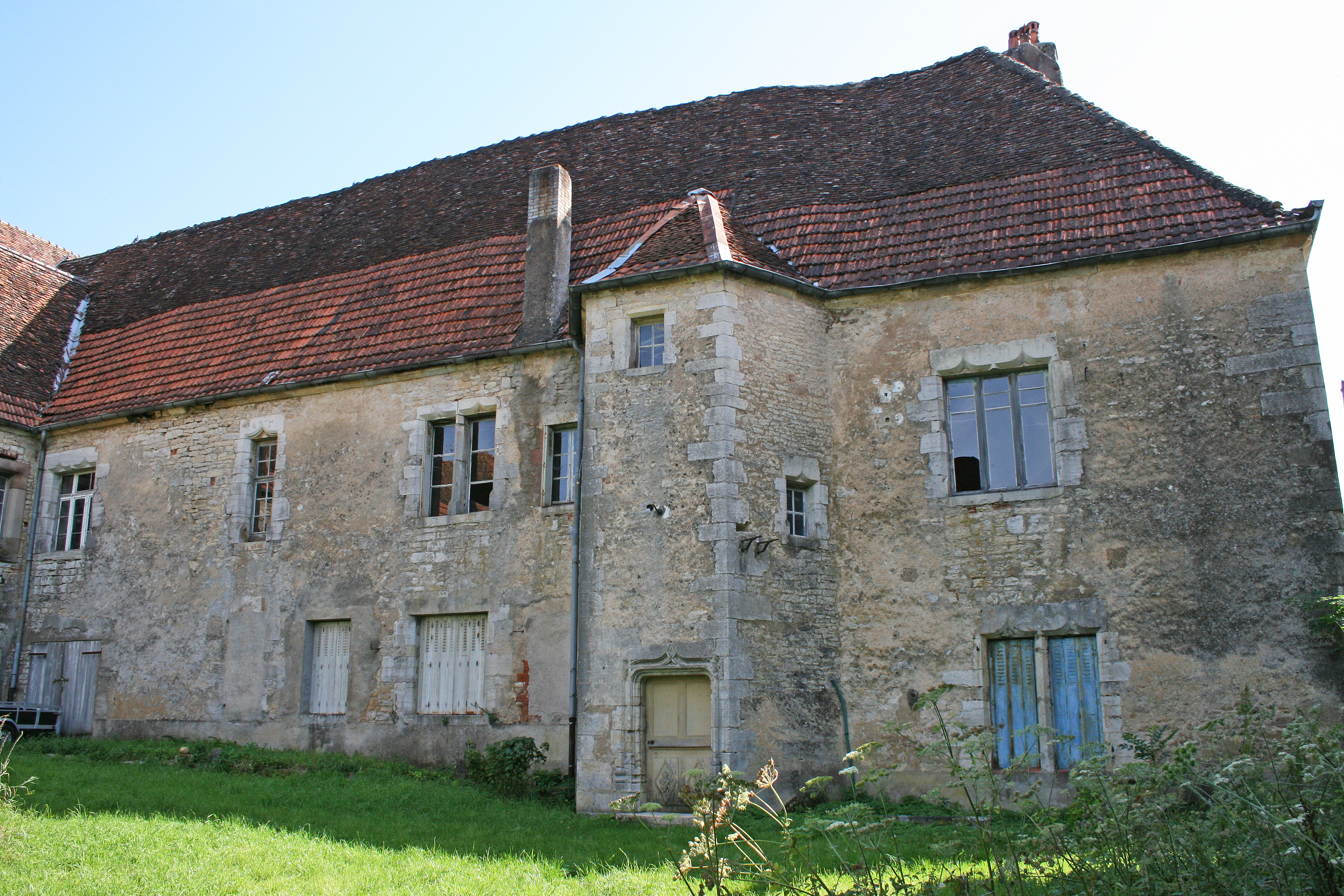
Bâtiment conventuel.

L'église prieurale Sainte-Marie-Madeleine.
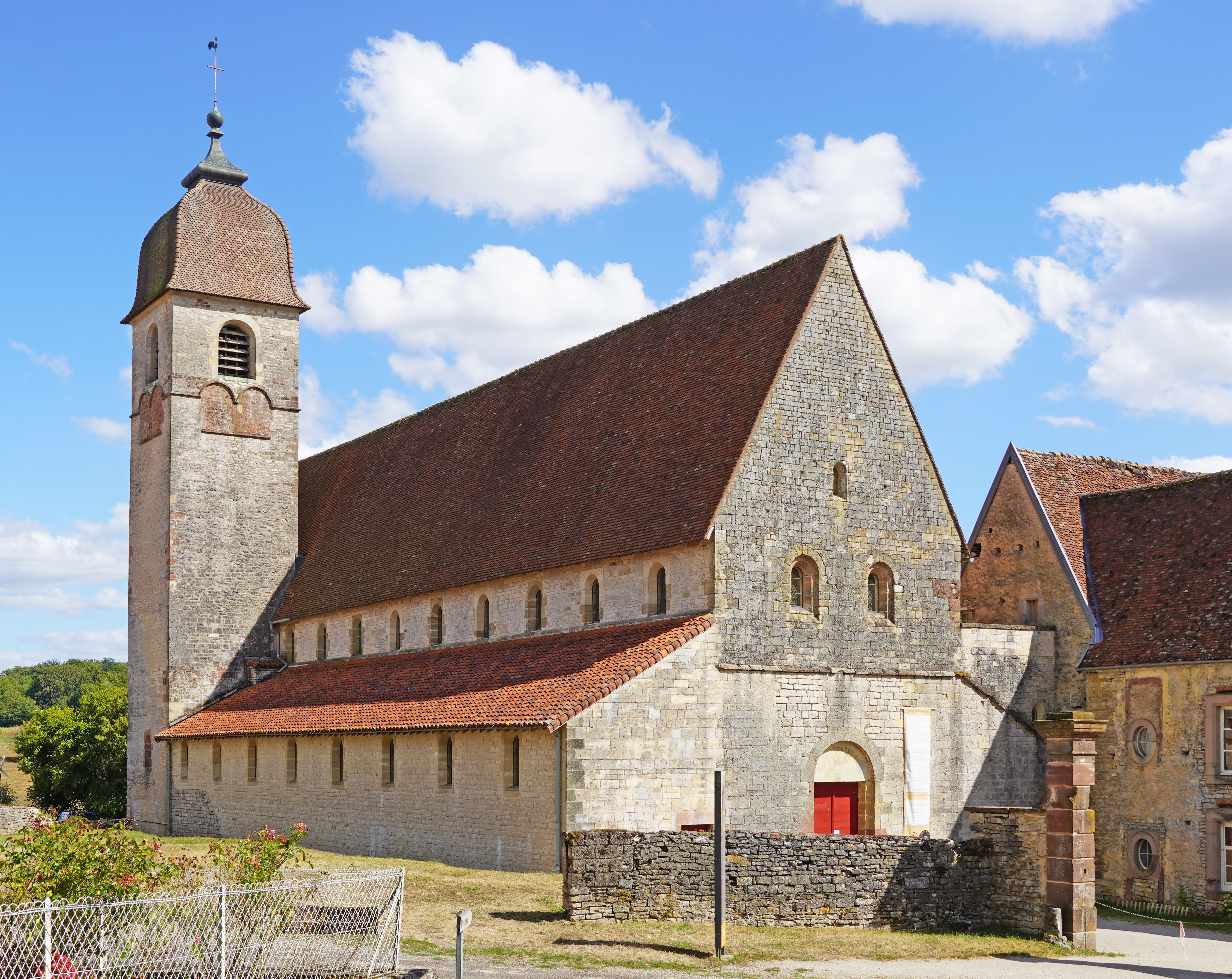
Vue générale.
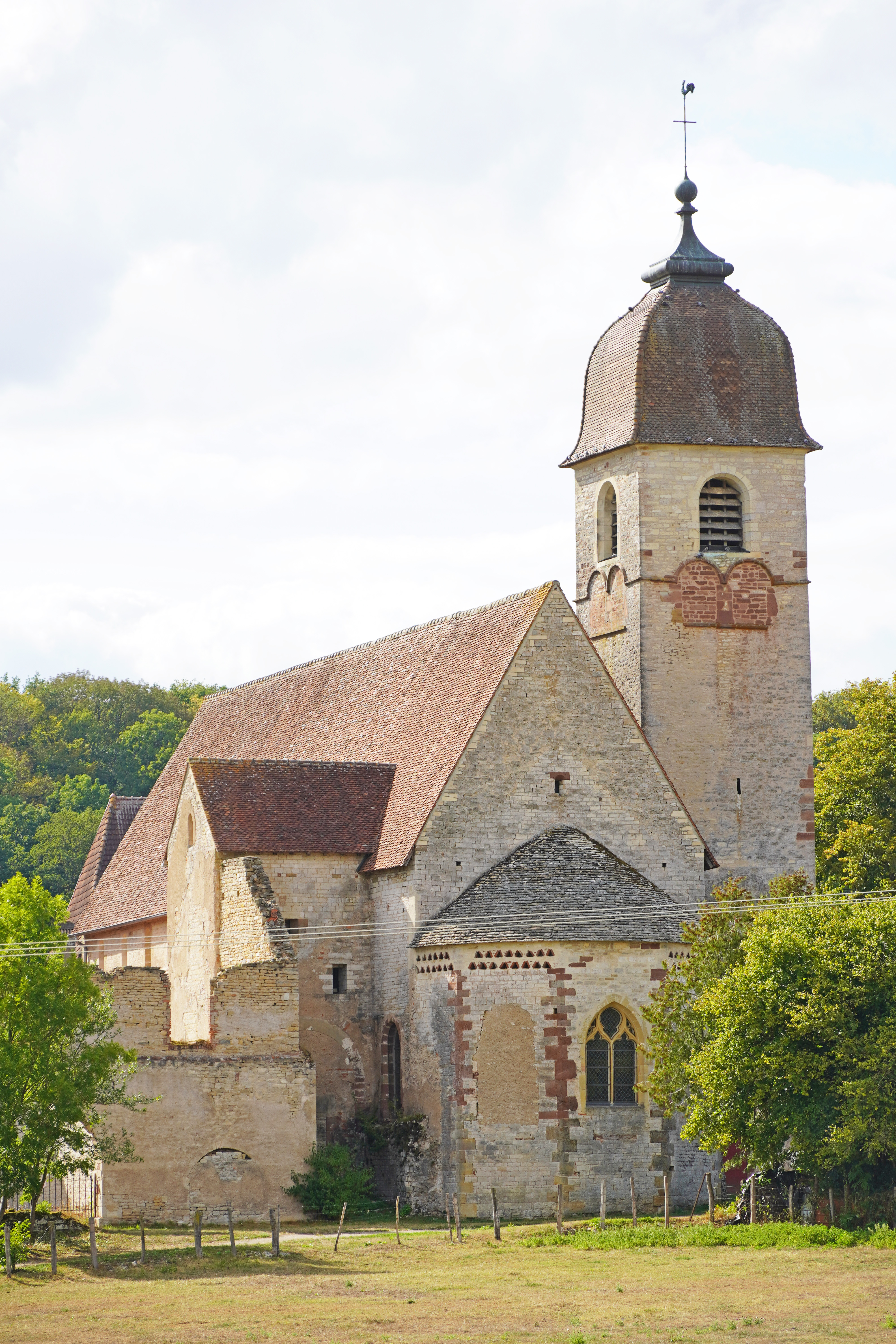
Chevet et clocher.
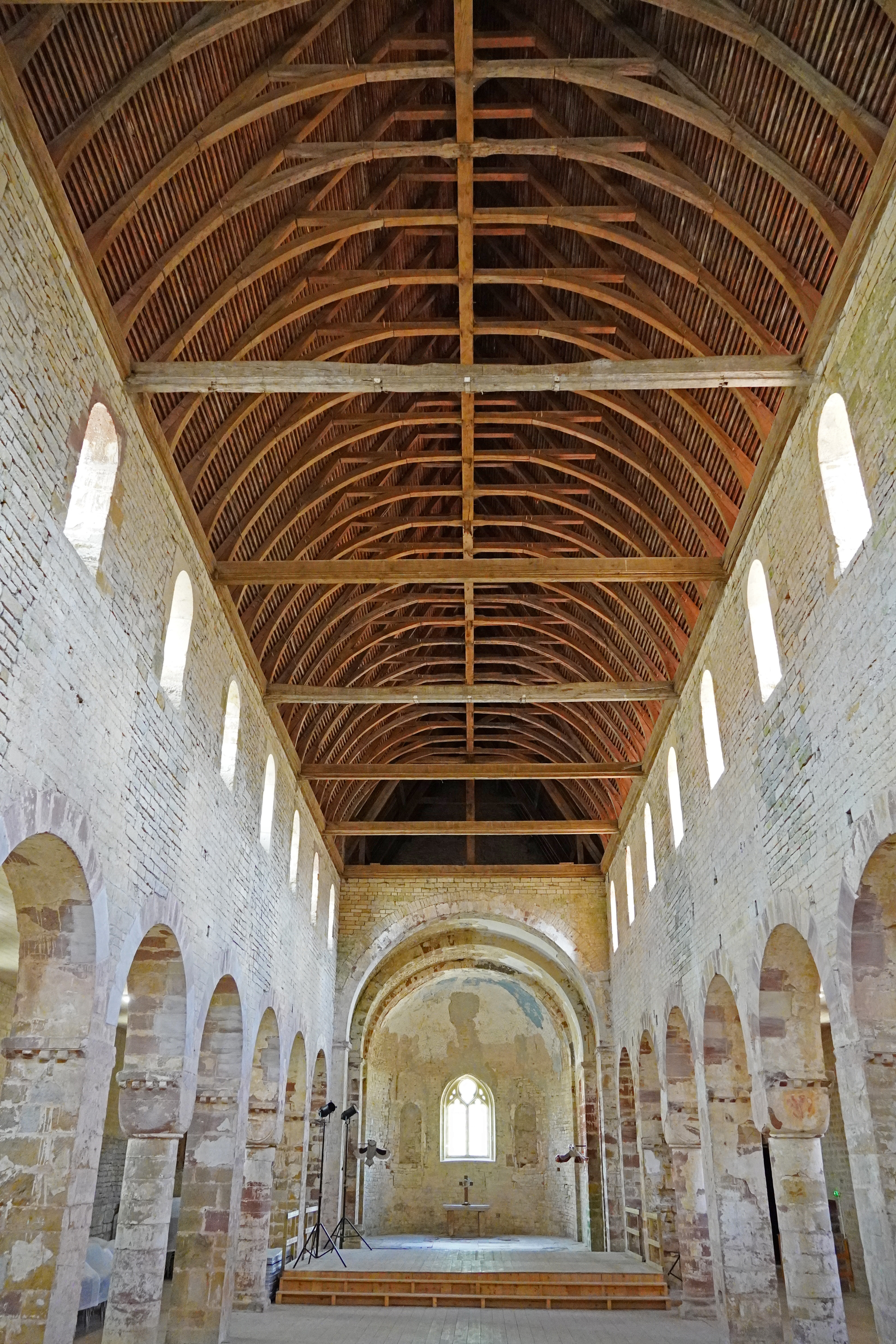
La nef.
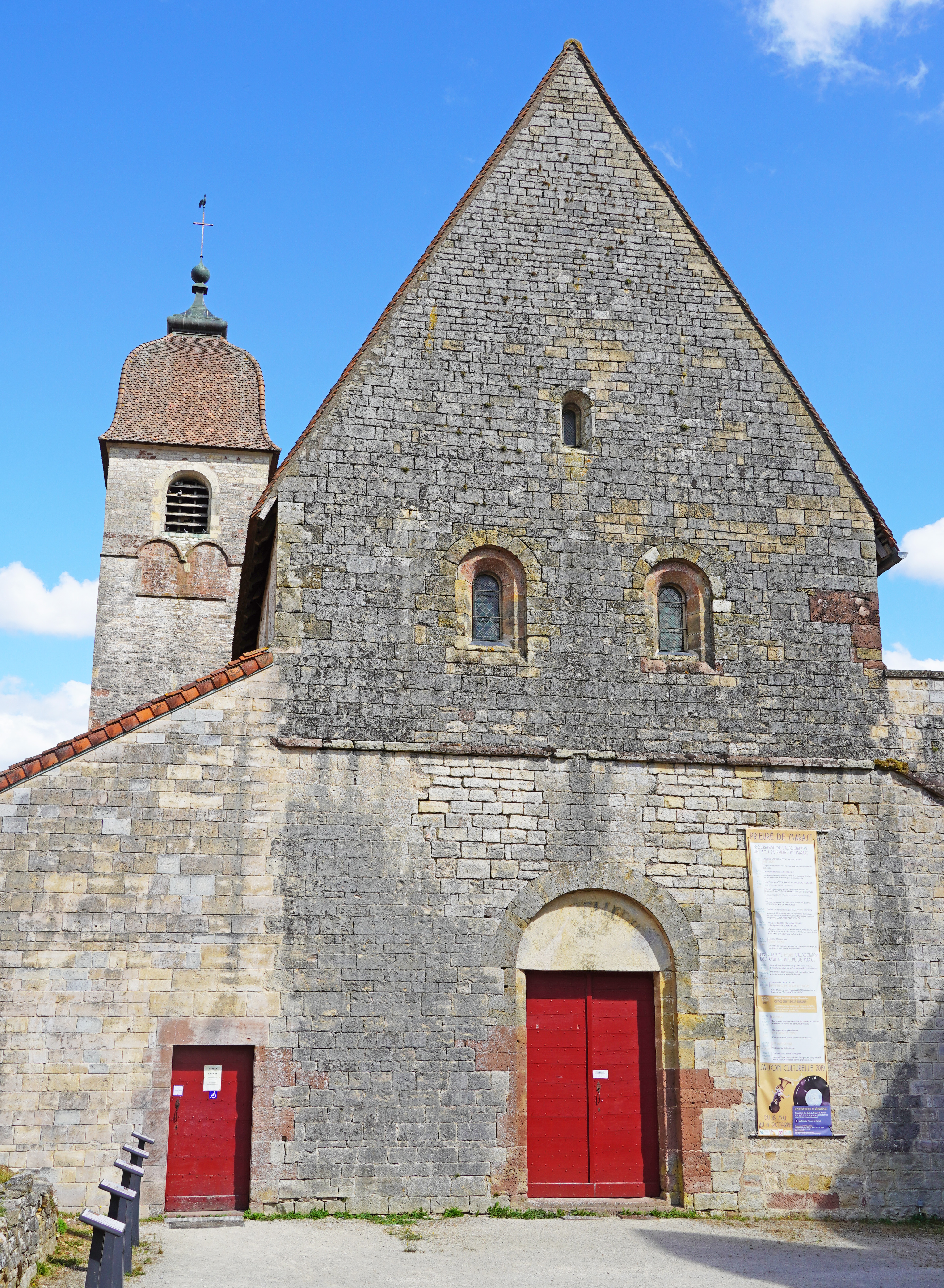
La façade.
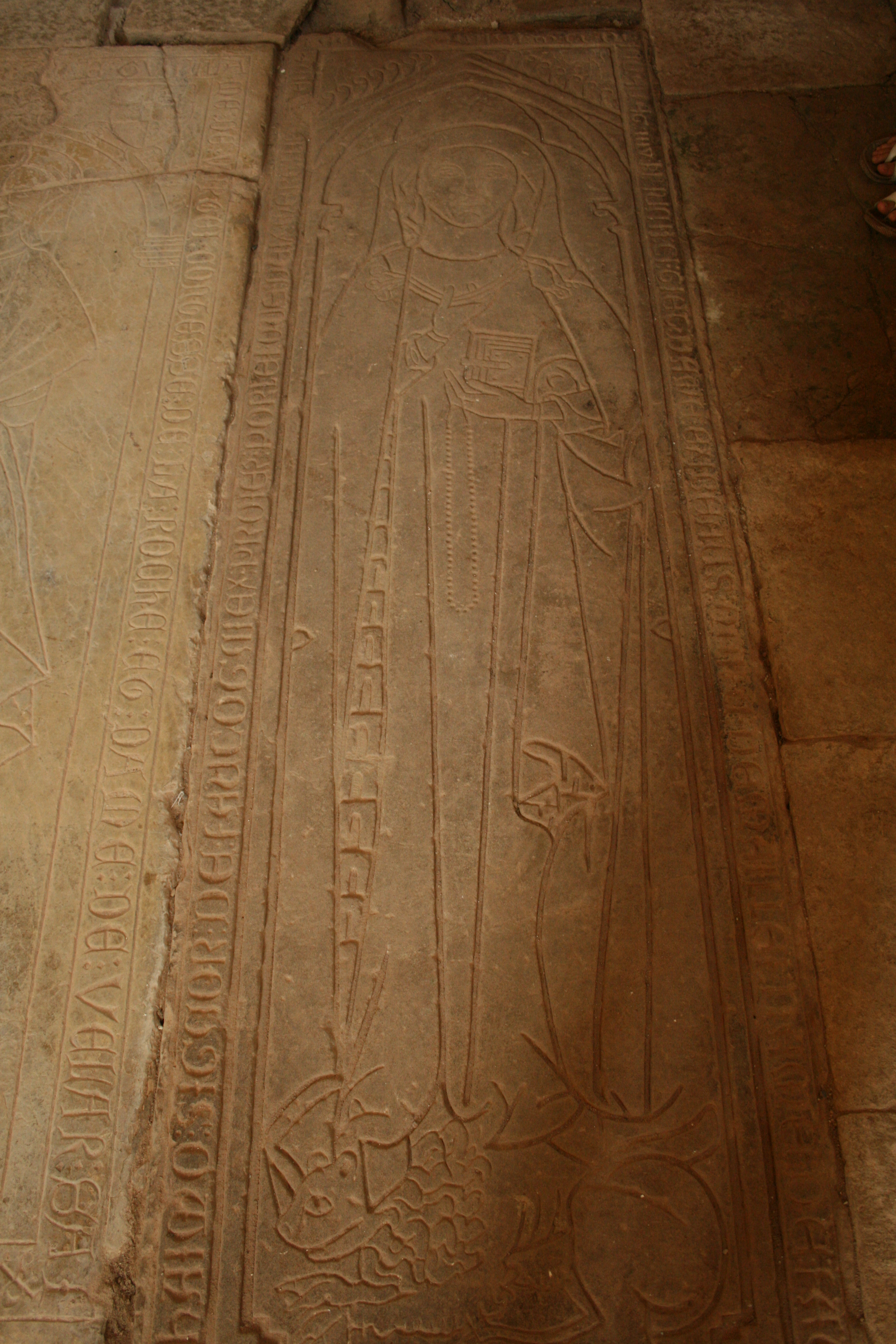
Pierre tombale.

## Pierres tombales
Une partie des pierres tombales de la chapelle de Villersexel, décrite comme en ruines au XVIIIe siècle, a été transférée dans le chœur de l'église. Il s'agit de celles de :
- Humbert de Rougemont (pierre disparue)
- Isabeau de Mailly, décédée le 28 mai 1253, épouse d'Aymon seigneur de Villersexel et de Faucogney
- Aymon (Aimé) de Villersexel, décédé le 18 décembre 1309, fils des précédents
- Guillemette de Ray, décédée en 1270, épouse du précédent
- Jean de Faucogney, décédé le27 mars 1319[réf. souhaitée] (avant 1344), époux de Marguerite de Clairvaux († apr. 1344), père d'Aymon[8]
- Aymon de Villersexel, décédé le 10 septembre[réf. souhaitée] 1360, époux de Jeanne de La Roche en Montagne († av. 22 juill. 1360)[8]
- Henri de Villersexel, fils du précédent, décédé en 1412, comte de La Roche (1360)[9]
- Guillemette de Vergy, épouse du précédent, décédée le 26 juillet 1401, comtesse de La Roche et dame de Villersexel[10]

## Sources et bibliographie
- Jean-Pierre Billy, Marast, le prieuré retrouvé, Coll. Exploration Dominique Guéniot Éd., 1993